# Emil Bodnăraș
Emil Bodnăraș (Iaslovăț, 10 febbraio 1904 – Bucarest, 24 gennaio 1976) è stato un generale, agente segreto e politico rumeno, fu un importante esponente del regime comunista romeno e un agente segreto sovietico che ebbe una considerevole influenza nella Romania del secondo dopoguerra.

## Biografia
Bodnăraș nacque da padre ucraino e da madre tedesca nel 1904 a Iaslovăț nella Bucovina allora sotto dominio austro-ungarico. La sua carriera come ufficiale di artiglieria nell'Esercito romeno subi un primo arresto per un suo conflitto con la casa reale romena. Venne trasferito in una guarnigione in Bessarabia, dove entrò in contatto con elementi comunisti, e divenne una spia al soldo dell'Unione Sovietica dove defezionò nel 1931. Ritornò in Romania nel 1935 e venne ingaggiato dai servizi segreti sovietici per compiere missioni di informazione militare. Nel compiere la sua missione venne scoperto e condannato a 10 anni di carcere. Venne imprigionato dapprima a Brașov, poi nel carcere di Doftana e infine a Caransebeș. Nel 1940 entrò a far parte del Partito Comunista Rumeno, in cui divenne parte delle fazione facente capo a Gheorghe Gheorghiu-Dej. Nel 1942 venne scarcerato.
Nel 1944 insieme a Iosif Rangheț e a Constantin Pârvulescu fu un partecipante chiave nell'eliminazione e nell'isolamento psicologico dell'allora segretario generale del Partito Comunista Rumeno Ștefan Foriș. Insieme a Rangheț e a Pârvulescu fu parte di una direzione collegiale che guidò il Partito Comunista Rumeno fino alla fuga dal carcere di Gheorghe Gheorghiu-Dej nell'agosto dello stesso anno. In seguito al massiccio bombardamento di Bucarest il 4 aprile 1944, Bodnăraș e Rangheț catturarono Foriș e lo costrinsero a firmare le sue dimissioni da segretario generale tenendolo sotto tiro di pistola.
Bodnăraș partecipò nuovamente al golpe del 23 agosto 1944 guidato dal re Michele I di Romania che costrinse alle dimissioni il dittatore filo-tedesco Ion Antonescu. In quell'occasione contribuì a formare unità paramilitari comuniste segrete, coordinò anche l'indebolimento di un segmento del fronte moldavo conosciuto come "Poarta Iașiului" contro l'offensiva sovietica in Romania dell'agosto 1944. Fu parte di un gruppo di comunisti che tennero sotto custodia Ion Antonescu dopo il suo arresto, rinchiudendolo insieme a Mihai Antonescu in un luogo sicuro, prima di consegnarli alle autorità sovietiche.
In seguito divenne membro del politburo del Partito Comunista Rumeno. Dal marzo 1945 al novembre 1947 divenne segretario generale del consiglio dei ministri della presidenza , venendo incaricato del controllo dei servizi segreti rumeni. In questa posizione fu uno degli organizzatori della frode elettorale del 1946 e dell'affare "Tămădău"
La sua enorme influenza era dovuta alla sua costante relazione con i servizi segreti sovietici (era implicato nella schedatura della maggior parte dei dirigenti comunisti rumeni, come quando venne rivelato nel caso di Anna Pauker).
Sotto la leadership di Gheorghe Gheorghiu-Dej fu ministro della difesa e vice-premier. Il 27 dicembre 1947 divenne ministro della difesa, ereditando la carica dal suo predecessore Mihail Lascăr. Tenne questa carica dal 3 ottobre 1955, mentre nel 1956 divenne ministro dei trasporti. Durante il suo periodo come ministro della difesa implementò una sovietizzazione delle forze armate rumene. Bodnăraș inviò diversi ufficiali comunisti a Mosca per essere addestrati nelle accademie militari sovietiche, tra questi ufficiali vi era anche il giovane Nicolae Ceaușescu, suo zelante collaboratore che venne in seguito promosso a generale e commissario politico delle forze militari rumene.
Bodnăraș rimase sempre uno strenuo sostenitore di Gheorghe Gheorghiu-Dej fino alla morte di quest'ultimo, e si oppose anche alle riforme di ristrutturazione del Partito Comunista Rumeno volute da Iosif Chișinevschi e Miron Constantinescu.
Durante la Rivoluzione ungherese del 1956 guidò un corpo di governo autorizzato a intervenire e aprire il fuoco in situazioni di crisi. Nel novembre, insieme a Gheorghe Gheorghiu-Dej, guidò la delegazione rumena in visita in Ungheria, in cui tennero delle discussioni con János Kádár e ribadirono il loro sostegno alla repressione della rivoluzione ungherese. È riportato nelle fonti storiche il suo ipotetico ruolo nell'influenzare il leader sovietico Nikita Chruščëv al ritiro delle truppe sovietiche in Romania nel 1958. Secondo le memorie di Nikita Chruščëv, Bodnăraș propose il ritiro delle truppe non al momento nell'intenzione dei leaders sovietici, che si aspettavano di mantenere le truppe sovietiche in Romania fino alla fine della Guerra fredda.
In seguito alla morte di Gheorghe Gheorghiu-Dej nel marzo 1965, come uno dei membri più influenti del politburo rumeno, ribadì il suo sostegno a Nicolae Ceaușescu al contrario di Gheorghe Apostol e Alexandru Drăghici, facilitando a Ceaușescu l'ascesa a segretario generale del Partito Comunista Rumeno.
Bodnăraș trasferì la sua lealtà a Ceaușescu, ricevendo in cambio la vicepresidenza del consiglio di stato, e rimanendo membro dell'élite comunista rumena fino alla sua morte. In seguito alla sua morte la città di Milișăuți venne ridenominata Emil Bodnăraș in suo onore, denominazione che tenne dal 7 settembre 1976 al 20 maggio 1996.